# 詹樂霞
，汉名詹乐霞，全称利蒂希娅·安·蒂什·詹姆斯（英語：Letitia Ann "Tish" James，1958年10月18日—），是一位美国律师、社會運動者和政治家。她是民主党成员，现任纽约州总检察长。她在2018年选举中获胜，接替被任命为总检察长的芭芭拉·安德伍德（Barbara Underwood）。她是第一位当选该职位的非裔美国人，也是第一位当选该职位的女性。
詹樂霞出生并成长于布鲁克林，在毕业于布朗克斯的莱曼学院后，于华盛顿特区的霍华德大学获得了法律博士学位。她曾担任公设辩护人，后在纽约州议会任职，后来担任助理检察长。 
2004年至2013年，詹樂霞代表第35区（包括布鲁克林的克林顿山、格林堡、部分皇冠高地、展望高地和贝德福德-斯图伊文森特社区）担任纽约市议会议员。詹樂霞担任经济发展和卫生委员会主席，并在其他几个委员会任职。在2013年至2018年，她担任纽约市市議會議長。
2022年紐約州總檢察長選舉，詹樂霞成功連任。